# Tverdota György
Tverdota György (Monok, 1947. június 4. –) magyar irodalomtörténész, egyetemi tanár.

## Életpályája
Szülei: Tverdota József és Holup Ilona. 1966–1971 között az ELTE Bölcsészettudományi Kar magyar–orosz szakos hallgatója volt. 1971–1972 között az Erdészeti Tudományos Intézet munkatársa. 1972–1975 között a Petőfi Irodalmi Múzeum muzeológusaként dolgozott. 
1975 óta a Magyar Tudományos Akadémia Irodalomtudományi Intézetének tudományos munkatársa és főmunkatársa, 1981–1985 között tudományos titkára, 1986–1991 között a modern magyar irodalom főosztályvezetője. 1985–1990 között a Képzőművészeti Főiskola oktatója.
1986 óta az Irodalomtörténeti Közlemények szerkesztőbizottsági tagja. 1991–1994 között a Sorbonne vendégprofesszora. 1991–1995 között a Janus Pannonius Tudományegyetem másodállású oktatója.
1995–1999 között a piliscsabai Pázmány Péter Tudományegyetem óraadó tanára. 1999 ősze óta az ELTE Bölcsészettudományi Karán a Magyar Irodalomtörténeti Intézet főmunkatársaként oktatta a huszadik századi magyar irodalmat. 2001–2007 között a Magyar Tudományos Akadémia közgyűlési képviselője volt. 
2003–2013 között az Eötvös Loránd Tudományegyetem egyetemi tanára, 2013 óta emeritus professzora. 2003 óta a József Attila Társaság elnöke.
Kutatási területe József Attila élete és költészete.

## Magánélete
1971-ben házasságot kötött Buzás Anna-Máriával. Két fiuk született: György (1973) és Gábor (1983).

## Művei
- Kortársak József Attiláról I-III. (szerk., 1987)
- Ihlet és eszmélet. József Attila, a teremtő gondolkodás költője; Gondolat, Budapest, 1987
- "Miért fáj mai is". Az ismeretlen József Attila (szerkesztette Horváth Ivánnal, 1992)
- A magyar irodalom a XX. században (Tanulmányok és szöveggyűjtemény két kötetben) I.-II. (szerkesztette Magyar Miklóssal és Erdődy Edittel, 1992, 1995)
- József Attila prózai művei (1995)
- József Attila összes versei (1997)
- A komor föltámadás titka. A József Attila-kultusz születése; Pannonica, Budapest, 1998
- József Attila (1999)
- Albert Camus: Közöny; Akkord, Budapest, 2003 (Talentum műelemzések)
- Testet öltött érv. Az értekező József Attila (Veres Andrással, 2003)
- Tizenkét vers. József Attila Eszmélet-ciklusának elemzése (2004)
- Határolt végtelenség. József Attila-versek elemzései (2005)
- "szublimálom ösztönöm". József Attila-versek elemzései (2006)
- Cseke Ákos–Tverdota György: A tisztaság könyve; Universitas, Budapest, 2009
- Németh Andor. Egy közép-európai értelmiségi a XX. század első felében, 1-2.; Balassi, Budapest, 2009–2010
- Zord bűnös vagyok, azt hiszem. József Attila kései költészete; Pro Pannonia, Pécs. 2010 (Pannónia könyvek)
- Hagyomány és lelemény. A magyar irodalmi modernség első hulláma; Kalligram, Budapest, 2018
- József Attila összes tanulmánya és cikke, 1930–1937, 1-2.; szerk. Tverdota György, Veres András, sajtó alá rend. Sárközi Éva; kritikai kiad.; József Attila Társaság–L'Harmattan, Budapest, 2018
- Gondoljátok meg, proletárok I. Az ifjú József Attila; Osiris, Budapest, 2021

## Díjai, kitüntetései
- A Magyar Köztársasági Érdemrend lovagkeresztje (2004)
- Demény Pál-emlékérem(wd) (2005)
- Toldy Ferenc-díj (2005)
- Pro Literatura díj (2006)
- Lukács György-díj (2008)
- Artisjus-díj (2011)